# Sint-Nicasiusgesticht

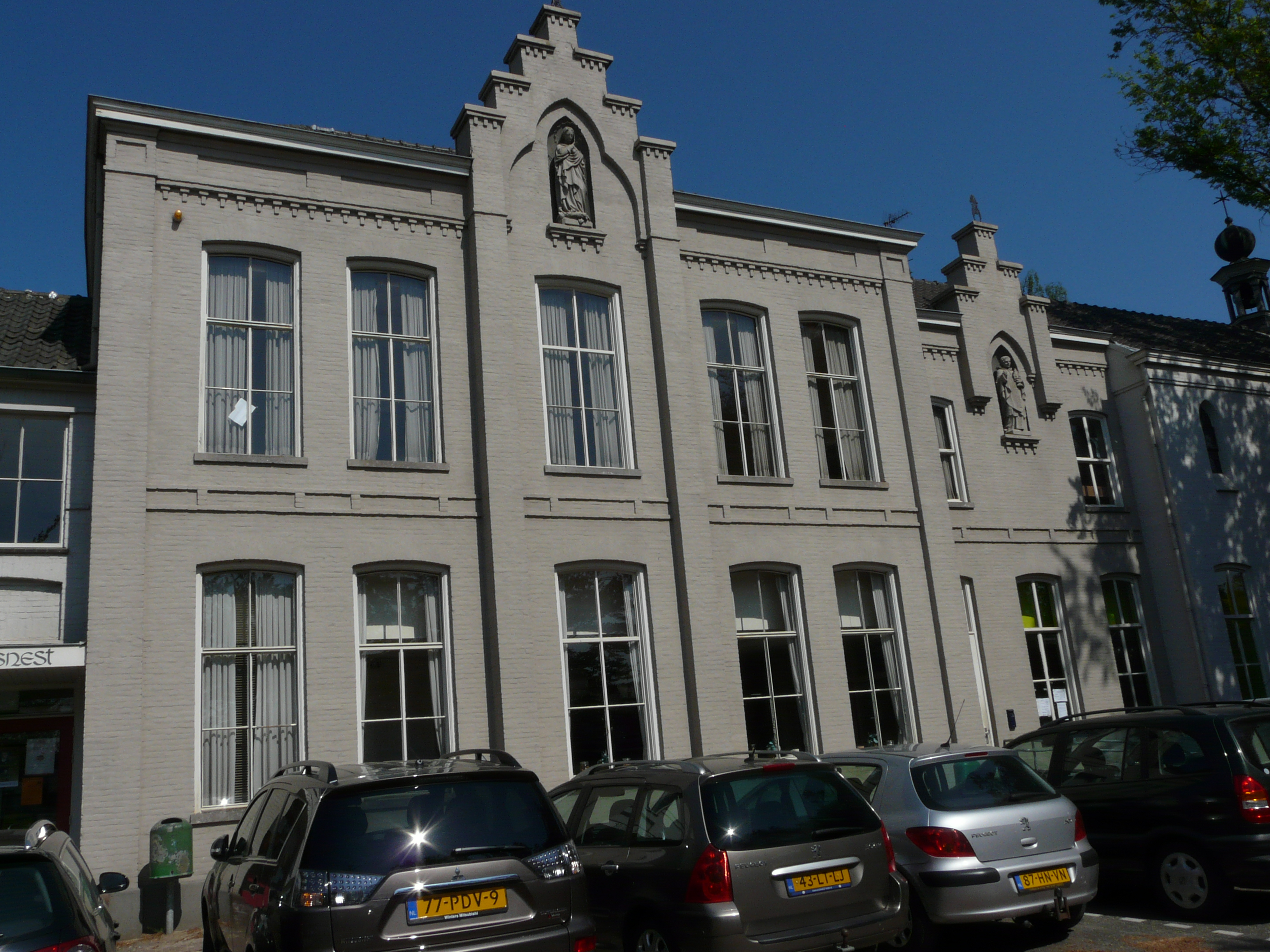
Sint-Nicasiusgesticht

Het Sint-Nicasiusgesicht is een voormalig klooster in de Noord-Brabantse plaats Heeze, gelegen aan Jan Deckersstraat 26.

## Geschiedenis
Het klooster werd in 1881 gesticht ten behoeve van de Zusters van Jezus, Maria en Jozef, die een bewaarschool en een naaischool beheerden. Het werd gewijd aan Nicasius van Heeze, één der Martelaren van Gorcum welke in Heeze geboren is. In 1882 kwam er ook een lagere school en in 1898 werd achter het klooster nog een boerderij gebouwd. Enkele bejaarden werden door de zusters verpleegd.
In 1954 werd het kloostercomplex een bejaardenhuis, waaraan een gedenksteen in de voorgevel nog herinnert. In 1979 verlieten de zusters het klooster.
Nabij het kloostercomplex vond nieuwbouw plaats. De voorgevel van het eigenlijke klooster bestaat nog steeds en kenmerkend is de overdekte gang die toegang verschaft tot de naastgelegen Sint-Martinuskerk.